# Sammy Wilson (homme politique)
Pour les articles homonymes, voir Samuel Wilson (homonymie) et Wilson.
Samuel Wilson (né le 4 avril 1953) est un homme politique britannique, qui est le whip en chef du Parti unioniste démocrate (DUP) à la Chambre des communes depuis 2019. Wilson est député pour East Antrim depuis 2005. Il est membre de l'Assemblée législative (MLA) pour Belfast East de 1998 à 2003 et pour East Antrim de 2003 à 2015. Il est lord-maire de Belfast de 1986 à 1987 et à nouveau de 2000 à 2001, la première personne du DUP à occuper ce poste. Il est également ministre des Finances et du Personnel et ministre de l'Environnement de l'exécutif d'Irlande du Nord.

## Vie privée
Wilson est né à Belfast, en Irlande du Nord, fils d'Alexander Wilson, pasteur de l'église pentecôtiste Bangor Elim. Ses deux parents sont décédés de la Maladie d'Alzheimer. Il fait ses études au Methodist College de Belfast, puis étudie l'économie et la politique à la Queen's University of Belfast et au Stranmillis University College. Il commence sa carrière comme enseignant à la Grosvenor Grammar School. Plus tard, il est l'économe de l'école et examinateur en chef adjoint pour l'économie de niveau A pour le jury d'examen du CCEA en Irlande du Nord.

## Carrière politique

### Attaché de presse DUP
Wilson commence sa vie politique comme attaché de presse du Parti unioniste démocrate de 1982 à 1996. En 1981, il est élu conseiller DUP au conseil municipal de Belfast, poste qu'il occupe jusqu'en mars 2010. En tant que membre du conseil municipal, Wilson est la première personne du DUP à occuper le poste de lord-maire de Belfast en 1986/1987. Wilson se présente à East Belfast aux élections législatives de 1982, mais n'est pas élu. En juin 1991, lors d'une réunion houleuse du conseil où Nigel Dodds est installé comme maire, Wilson félicite ceux qui avaient "débarrassé l'Irlande au cours du dernier mois de ceux qui ont soutenu politiquement ou militairement [l'IRA]", faisant référence à la mort de trois membres de l'IRA tués dans une embuscade SAS dans le comté de Tyrone et l'assassinat du conseiller du Sinn Féin Eddie Fullerton par l'Ulster Defence Association (UDA) . Il se présente au Parlement en 1992, pour Strangford, mais arrive deuxième avec 23 % des voix. En septembre 1993, le lendemain du jour où l'UDA (sous son nom de couverture « Ulster Freedom Fighters ») revendique la responsabilité d'attaques à la bombe incendiaire contre plusieurs locaux de la Gaelic Athletic Association (GAA), Wilson décrit la GAA comme « l'IRA en jeu » .
En janvier 1994, l'UDA publie un document appelant au nettoyage ethnique et à la répartition de l'Irlande, dans le but de rendre l'Irlande du Nord entièrement protestante,. Le plan devait être mis en œuvre si l'armée britannique se retirait d'Irlande du Nord. Certaines régions à forte majorité catholique/nationaliste près de la frontière irlandaise seraient remises à la république d'Irlande, et les catholiques bloqués dans « l'État protestant » seraient « expulsés, annulés ou internés » . De manière controversée, Wilson qualifie le plan de « retour très précieux à la réalité ».

### Député pour l'Est de Belfast
En mai 1996, Wilson est élu au Forum d'Irlande du Nord pour la circonscription d'East Belfast et représente cette région à l'Assemblée d'Irlande du Nord lors de sa création en juin 1998.
Wilson est nouveau été lord-maire de Belfast entre juin 2000 et juin 2001. Pendant son mandat de maire, Andersonstown News créé un site Web pour mettre en évidence le « sectarisme nu » de Wilson. Le site contenait des citations de Wilson telles que : « La GAA est l'aile sportive de l'IRA » ; "Je m'en fiche si [les gays] sont des contribuables. En ce qui me concerne, ce sont des pervers » ; « Les Taigs ne paient pas de taux » ; et « Ils [les électeurs du Sinn Féin dans le quartier Oldpark de Belfast] sont des animaux sous-humains ». The Andersonstown News met Wilson au défi d'intenter une action en justice. Le site Web est volontairement fermé à fin à son mandat de maire.

### Député d'East Antrim
Lors des élections législatives de 2003, Wilson se présente avec succès dans la circonscription d'East Antrim, aux côtés des autres candidats du DUP George Dawson et David Hilditch. Cet élan se poursuit jusqu'aux élections de 2005 à Westminster, où il bat Roy Beggs du Parti unioniste d'Ulster, pour devenir député d'East Antrim avec 49,6 % des voix.
Wilson est un ancien membre du Conseil de police d'Irlande du Nord et du Conseil du logement d'Irlande du Nord.
Dans son poste de porte-parole du DUP pour l'éducation, Wilson est l'un des critiques les plus virulents du projet de la ministre de l'Éducation Caitríona Ruane d'abolir la sélection académique et d'introduire un système scolaire complet en Irlande du Nord.
Il démissionne de son poste de président du Comité de l'éducation lorsqu'il prend ses fonctions de ministre de l'Environnement.
Le 25 février 2017, il est interviewé par la chaîne américaine PBS dans laquelle il affirme qu'il « y a toujours eu une affiliation entre les républicains irlandais et les groupes terroristes, en particulier au Moyen-Orient ». Il indique qu'il est d'accord avec le message derrière une peinture murale loyaliste d'Ulster qui assimile l'IRA et le Sinn Féin à l'État islamique d'Irak et du Levant.

### Ministre de l'Environnement (2008-2009)
Le 9 juin 2008, Wilson rejoint l'exécutif d'Irlande du Nord comme ministre de l'Environnement.
Sa nomination et son mandat en tant que ministre de l'Environnement sont fortement critiqués par les groupes environnementaux,. Wilson rejette le Consensus scientifique sur le réchauffement climatique. Il croit que le changement climatique causé par l'homme est un « mythe basé sur une science douteuse » et « une pseudo-religion hystérique ». Selon lui, "un débat raisonné doit remplacer l'alarmisme des alarmistes écologistes du climat" et "les ressources doivent être utilisées pour s'adapter aux conséquences du changement climatique, plutôt qu'à la manière du roi Canut essayant vainement de l'arrêter". Ceci, ajouté à son opposition à la création d'une agence indépendante de protection de l'environnement et à son soutien à l'énergie nucléaire, conduit le Parti Vert à condamner le « message profondément irresponsable » de Wilson et à lui décerner le prix « Green Wash » pour être le député le plus susceptible de nuire à l'environnement. Les croyances de Wilson sur le changement climatique sont comparées à "un vendeur de cigarettes niant que le tabagisme cause le cancer" par John Woods des Amis de la Terre.
Wilson fait l'objet de nouvelles critiques en février 2009 lorsqu'il bloque la diffusion de publicités sur le changement climatique à la télévision, les qualifiant de « campagne de propagande insidieuse ». Il déclare également « que les futurs messages écologiques ne pourraient être promus en Irlande du Nord qu'avec sa permission ». Le magazine New Scientist déclare que malgré les commentaires du ministre, « l'écrasante majorité des scientifiques s'accordent pour dire qu'il y a plus de 90 % de chances que le rythme auquel nous brûlons des combustibles fossiles entraîne le changement climatique ».

### Ministre des Finances et du Personnel (2009-2013)
Lors du remaniement exécutif de juin 2009, Wilson devient ministre des Finances et du Personnel. Il est félicité par le premier ministre Peter Robinson, qui déclare que Wilson est le "ministre des Finances le plus qualifié que l'Irlande du Nord ait eu depuis des décennies".
En août 2009, Wilson fait l'objet de critiques du Conseil d'Irlande du Nord pour les minorités ethniques pour avoir déclaré que « les emplois devraient aller aux personnes nées en Irlande du Nord avant d'aller aux migrants économiques ». À la suite d'attaques racistes contre des Roumains à Belfast Wilson commente que « les accusations de racisme coïncidaient toujours avec le fait de tendre la main pour plus d'argent ». Le comité des normes de l'Assemblée d'Irlande du Nord rejette les plaintes déposées contre lui à la suite de ces remarques.
Le mandat de Wilson en tant que ministre des Finances coïncide avec la pire récession de l'histoire de l'Irlande du Nord. Il reproche aux banques d'Irlande du Nord de ne pas augmenter les prêts aux entreprises. Wilson est félicité pour son leadership et reçoit le soutien de tous les partis pour l'arrêt des primes aux fonctionnaires pendant la récession. Wilson est remplacé au poste de ministre des Finances en juillet 2013 par son collègue du DUP, Simon Hamilton, dans le cadre d'un remaniement prévu.